# Joël Tiéhi
Joël Tiéhi est un footballeur international ivoirien, né le 12 juin 1964 à Abidjan. Il évolue au poste d'attaquant du milieu des années 1980 au début des années 2000.
Avec l'équipe nationale, il dispute 44 rencontres pour 25 buts inscrits et remporte la Coupe d'Afrique des nations en 1992.

## Biographie
Formé au stade d'Abidjan il rejoint ensuite la France et évolue notamment au Havre AC. Il joue son premier match en Division 1 française le 28 novembre 1987, lors du match Le Havre-Monaco.
International ivoirien, il a participé à plusieurs Coupe d'Afrique des nations de football. Il a remporté avec sa sélection l'édition 1992, et terminé second meilleur buteur de la CAN 1994 en inscrivant 4 buts, juste derrière le nigérian Rashidi Yekini avec 5 buts.
Joël Tiéhi a mis fin à sa carrière en 2002. Il s'est alors engagé dans la guerre civile ivoirienne aux côtés de Charles Blé Goudé, Richard Dakouri et Ahoua Stallone au sein de l'Alliance des jeunes patriotes pour le sursaut national. En 2004, il a fondé dans son pays d'origine le Centre de Formation Joël Tiéhi.
En 2022, le magazine So Foot le classe dans le top 1000 des meilleurs joueurs du championnat de France, à la 892e place.

## Carrière de joueur
- 1984-1987 : Stade d'Abidjan
- 1987- Janvier 1994 : Le Havre AC
- Janvier 1994- Janvier 1996 : RC Lens
- Janvier 1996-1997 : FC Martigues
- 1997-1998 : Toulouse FC
- 1998-1999 : Saint-Denis Saint-Leu football club
- 1998-2001 : Al-Jazira Club
- 2001-2003 : Al Ain Club

## Carrière d'entraîneur
- 2013-2014 : Le HAVRE Athletic CLUB  - U20
- 2013 : Havre Caucriauville Sportif U19/18 Promotion d'honneur
- 2012-2013 : AS Sainte-Adresse BUT
- .2011-2012 : Le HAVRE Athletic CLUB  - U20
- 2022-2023 C.A Harfleur Beaulieu en D3 serie matin avec notamment un match nul et une défaite contre l'USTI cette année là

## Palmarès

### En club
- Vainqueur de la Coupe de la Ligue en 1994 avec le RC Lens

### En équipe de Côte d'Ivoire
- 40 sélections et 25 buts entre 1987 et 1999
- Vainqueur de la Coupe d'Afrique des Nations en 1992
- Participation à la Coupe d'Afrique des Nations en 1992 (Vainqueur), en 1994 (3e), en 1996 (Premier Tour) et en 1998 (1/4 de finaliste)

### Distinction Personnelle
- Meilleur Buteur du Groupe A de National 1 en 1997 (22 buts)